# Rectochernyshinella
Rectochernyshinella es un género de foraminífero bentónico de la subfamilia Palaeospiroplectammininae, de la familia Palaeospiroplectamminidae, de la superfamilia Tournayelloidea, del suborden Fusulinina y del orden Fusulinida. Su especie tipo es Spiroplectammina mirabilis. Su rango cronoestratigráfico abarca desde el Fameniense superior (Devónico superior) hasta el Tournaisiense inferior (Carbonífero inferior).

## Discusión
Algunas clasificaciones más recientes incluyen Rectochernyshinella en el suborden Tournayellina, del orden Tournayellida, de la subclase Fusulinana y de la clase Fusulinata.

## Clasificación
Rectochernyshinella incluye a las siguientes especies:
- Rectochernyshinella kipchakensis †
- Rectochernyshinella mirabilis †
- Rectochernyshinella tumulosiformis †